# Game Freak
Game Freak (jap. 株式会社ゲームフリーク, Kabushiki-gaisha Gēmu Furīku; engl. GAME FREAK Inc.) ist der japanische Videospielentwickler hinter der bekannten Rollenspiel-Reihe Pokémon, die von Nintendo vertrieben wird.
Das Unternehmen wurde 1989 von Satoshi Tajiri und Ken Sugimori gegründet. Zu Ehren des Gründers heißt der Hauptcharakter im japanischen Pokémon-Anime Satoshi.
Neben der Pokémon-Reihe hat Game Freak noch einige andere Spiele für unterschiedliche Plattformen entwickelt, so beispielsweise Quinty für das Nintendo Entertainment System, Pulseman für das Sega Mega Drive, Jelly Boy für das Super Nintendo Entertainment System und den Download-Titel HarmoKnight für den Nintendo 3DS. 2015 erschien mit Tembo the Badass Elephant ihr erster Titel für den PC.
Im Mai 2019 gab Game Freak-Direktor Masayuki Onoue bekannt, dass Game Freak der Entwicklung von Original-Spielen immer mehr Priorität einräumt, um die Erfahrung seiner Mitarbeiter zu erweitern. Die Gear Project-Initiative des Unternehmens, die Entwickler dazu ermutigt, in ruhigen Zeiten originelle Spielideen zu entwickeln, hat bisher zu den Original-Spielen HarmoKnight, Pocket Card Jockey, Tembo the Badass Elephant und Giga Wrecker geführt.
Im Februar 2020 zog Game Freak von seinem Gebäude in Tokio in ein viel größeres Büro in der Nähe von Nintendo um, das plante, vier andere Abteilungen sowie andere Unternehmen mit Sitz in Kanda-Nishikicho, Tokio, umzusiedeln. Mit diesem Umzug befindet sich Game Freak derzeit im selben Gebäude wie Nintendo EPD Tokyo, Nintendo PTD Tokyo, HAL Laboratory und 1-Up Studio.
Am 1. Juni 2022 wurde bekannt gegeben, dass Masuda von seiner Position als Geschäftsführer bei Game Freak zurücktrat, das Unternehmen verließ und am selben Tag Chief Creative Fellow bei The Pokemon Company wurde.
Im August 2024 wurden sensible Daten entwendet und einen Monat später veröffentlicht, die rund 1 Terabyte umfassen und neben Informationen über Mitarbeiter auch Quellcodes von diversen geplanten und bereits veröffentlichten Pokemon-Spielen beinhalten sollen. Das Unternehmen bezog am 10. Oktober Stellung und sprach von einem „unbefugten Zugriff auf unseren Server“.

## Spiele
| Jahr | Titel                                            | Publisher                                               | Plattform(en)                                     |
| ---- | ------------------------------------------------ | ------------------------------------------------------- | ------------------------------------------------- |
| 1989 | Mendel Palace                                    | NamcoJP, Hudson SoftNA                                  | Nintendo Entertainment System                     |
| 1991 | Smart Ball                                       | Epic/Sony RecordsJP, Sony ImagesoftNA                   | Super Nintendo Entertainment System               |
| 1991 | Mario & Yoshi                                    | Nintendo                                                | NES, Game Boy                                     |
| 1992 | Magical Tarurūto-kun                             | Sega                                                    | Mega Drive                                        |
| 1993 | Mario & Wario                                    | Nintendo                                                | Super Famicom                                     |
| 1994 | Nontan to Issho: KuruKuru Puzzle                 | Victor Entertainment                                    | Game Boy, Super Famicom                           |
| 1994 | Pulseman                                         | Sega                                                    | Mega Drive                                        |
| 1996 | Pokémon Rot und Blau                             | Nintendo                                                | Game Boy                                          |
| 1996 | Bazaar de Gosāru no Game de Gosāru               | NEC Home Electronics                                    | PC Engine CD-ROM²                                 |
| 1997 | Bushi Seiryūden: Futari no Yūsha                 | T&E Soft                                                | Super Famicom                                     |
| 1998 | Pokémon Gelb                                     | Nintendo                                                | Game Boy                                          |
| 1999 | Click Medic                                      | Sony Music Entertainment Japan                          | PlayStation                                       |
| 1999 | Pokémon Gold und Silber                          | Nintendo                                                | Game Boy Color                                    |
| 2000 | Pokémon Kristall                                 | Nintendo                                                | Game Boy Color                                    |
| 2002 | Pokémon Rubin und Saphir                         | Nintendo The Pokémon Company                            | Game Boy Advance                                  |
| 2004 | Pokémon Feuerrot und Blattgrün                   | Nintendo The Pokémon Company                            | Game Boy Advance                                  |
| 2004 | Pokémon Smaragd                                  | Nintendo The Pokémon Company                            | Game Boy Advance                                  |
| 2005 | Drill Dozer                                      | Nintendo                                                | Game Boy Advance                                  |
| 2006 | Pokémon Diamant und Perl                         | Nintendo The Pokémon Company                            | Nintendo DS                                       |
| 2008 | Pokémon Platin                                   | Nintendo The Pokémon Company                            | Nintendo DS                                       |
| 2009 | Pokémon HeartGold und SoulSilver                 | Nintendo The Pokémon Company                            | Nintendo DS                                       |
| 2010 | Pokémon Schwarz und Weiß                         | Nintendo The Pokémon Company                            | Nintendo DS                                       |
| 2012 | Pokémon Schwarz 2 und Weiß 2                     | Nintendo The Pokémon Company                            | Nintendo DS                                       |
| 2012 | HarmoKnight                                      | Nintendo                                                | Nintendo 3DS                                      |
| 2013 | Pocket Card Jockey                               | Game FreakJP, NintendoWW                                | Nintendo 3DS, iOS, Android                        |
| 2013 | Pokémon X und Y                                  | Nintendo The Pokémon Company                            | Nintendo 3DS                                      |
| 2014 | Pokémon Omega Rubin und Alpha Saphir             | Nintendo The Pokémon Company                            | Nintendo 3DS                                      |
| 2015 | Tembo the Badass Elephant                        | Sega                                                    | Xbox One, PlayStation 4, Windows                  |
| 2016 | Pokémon Sonne und Mond                           | Nintendo The Pokémon Company                            | Nintendo 3DS                                      |
| 2017 | Giga Wrecker                                     | Rising Star Games                                       | Windows                                           |
| 2017 | Pokémon Ultra Sonne                              | Nintendo The Pokémon Company                            | Nintendo 3DS                                      |
| 2018 | Pokémon Quest                                    | Nintendo The Pokémon Company                            | Nintendo Switch, iOS, Android                     |
| 2018 | Pokémon: Let’s Go, Pikachu! und Let’s Go, Evoli! | Nintendo The Pokémon Company                            | Nintendo Switch                                   |
| 2019 | Giga Wrecker Alt.                                | Rising Star Games                                       | PlayStation 4, Xbox One, Nintendo Switch          |
| 2019 | Little Town Hero                                 | Digital: Game Freak Retail: NIS AmericaWW, Rainy FrogJP | Nintendo Switch, PlayStation 4, Windows, Xbox One |
| 2019 | Pokémon Schwert und Schild                       | Nintendo The Pokémon Company                            | Nintendo Switch                                   |
| 2022 | Pokémon-Legenden: Arceus                         | Nintendo The Pokémon Company                            | Nintendo Switch                                   |
| 2022 | Pokémon Karmesin und Purpur                      | Nintendo The Pokémon Company                            | Nintendo Switch                                   |
| 2023 | Pocket Card Jockey: Ride On!                     | Game Freak                                              | iOS, macOS                                        |